# Antoine Delporte
Antoine Delporte (Bergen, 15 december 1855 - Sint-Gillis, 11 oktober 1919) was een Belgisch volksvertegenwoordiger.

## Levensloop

### Carrière als drukker
Delporte volgde tot aan zijn tiende lager onderwijs aan de Petit Frères-school in Bergen en ging op zijn elfde aan de slag als leerling-letterzetter. Hij doorliep zijn opleiding in avondonderwijs en nam na het overlijden van zijn vader in 1871 met zijn broer de zorg over hun drie jongere broers en zus op zich. 
Net als veel letterzetters uit zijn streek emigreerde Delporte naar Brussel, vermoedelijk aangetrokken door de hogere lonen en de betere perspectieven op werk die de Belgische hoofdstad bood. Vanaf 1879 werkte hij als letterzetter bij het Staatsblad en later bij de Imprimerie des travaux publics en hij oefende het beroep uit tot in 1894.
Delporte werd actief in het syndicaal milieu en sloot zich aan bij de vrije vereniging van letterzetters en drukkers-typografen van Brussel. In juni 1881 werd hij adjunct-secretaris van de vrije vereniging voor letterzetters en van juni 1883 tot december 1885 was hij secretaris en daarna tot juni 1887 ondervoorzitter van de vakbeweging. Als vakbondsbestuurder lag de opleiding van jonge letterzetters hem na aan het hart, die volgens hem sterk te wensen overliet en beter gereglementeerd diende te worden. Zo pleitte hij voor de oprichting van professionele scholen voor drukkers en de invoering van een leerplicht om ook kwetsbaardere arbeiderskinderen goede onderwijskansen te bieden. Daarnaast was Delporte zeer actief in de syndicale pers als medewerker van de krant Le Typographe en redacteur van La Fédération typographique belge, het orgaan van de Belgische Typografische Federatie, een functie die hij bekleedde tussen oktober 1884 en januari 1891. Bovendien vertegenwoordigde Delporte de Brusselse drukkersvakbond in november 1888 op het internationaal arbeiderscongres in Londen en was hij van 1889 tot 1892 voorzitter van een gemengde commissie van arbeiders en werkgevers ter oprichting van een professionele school voor drukkers in Brussel, die in november 1889 werd ingehuldigd aan het Zuidpaleis. 

### Politiek engagement
In juli 1882 was Delporte een van de oprichters van En Avant, een liga van Brusselse typografen die opkwam voor de invoering van het algemeen stemrecht en moest vermijden dat de apolitieke vrije vereniging van letterzetters en drukkers-typografen zou evolueren naar een politieke organisatie. Binnen En Avant toonden verschillende bestuursleden, onder wie Delporte, grote belangstelling voor het socialisme, al steunde de vereniging bij de gemeenteraadsverkiezingen van 1884 de Liberale Associatie van de stad Brussel, te nadele van de Ligue ouvrière. Verschillende socialistische drukkers namen toen ontslag uit En Avant, maar de gematigde en compromisbereide Delporte bleef deel uitmaken van de politieke liga.
In februari 1884 sloot hij zich aan bij de Ligue ouvrière in Sint-Gillis en hetzelfde jaar werd hij als drukker aangeworven bij de progressief-liberale krant La Réforme, waar hij Gustave Defnet ontmoette. Samen met Defnet was Delporte in april 1885 aanwezig op het stichtingscongres van de Belgische Werkliedenpartij, die socialistische verenigingen uit het hele land aan elkaar moest verbinden. Hij was een van de boegbeelden van de gematigde vleugel van de partij en werd secretaris van de socialistische federatie van het arrondissement Brussel. Van 1889 tot aan zijn overlijden in 1919 zetelde hij eveneens in het Bureau van de Algemene Raad van de partij. Delporte nam actief deel aan congressen van de BWP en was voorstander van een minimaal politiek programma dat in staat moest zijn om het merendeel van de Belgische arbeiders aan zich te binden. In april 1893 maakte Delporte deel uit van een delegatie die, echter zonder succes, de steun van de progressief-liberale voorman Paul Janson voor het algemeen enkelvoudig stemrecht probeerde te winnen. In plaats daarvan overhaalde Janson de delegatie om het algemeen meervoudig stemrecht te omarmen, dat later dat jaar officieel werd aangenomen. Bij de verkiezingen van oktober 1894, de eerste die volgens het principe van algemeen meervoudig stemrecht verliepen, slaagde de BWP erin om 28 zetels in de Kamer van volksvertegenwoordigers binnen te rijven. In nasleep daarvan werd Antoine Delporte aangesteld tot redactiesecretaris en daarna hoofdredacteur van de socialistische partijkrant Le Peuple, waar hij al sinds 1885 deel uitmaakte van de redactie.

### Parlementslid
Delporte zelf werd in mei 1900, na de invoering van de evenredige vertegenwoordiging, verkozen tot socialistisch volksvertegenwoordiger voor het arrondissement Brussel, een functie die hij bekleedde tot aan zijn overlijden in oktober 1919. In de Kamer was hij een actief parlementslid die niet alleen bekend stond om zijn eloquente toespraken maar  ook omwille van zijn vele onderbrekingen terwijl katholieke parlementsleden het woord namen. Hij etaleerde meermaals zijn antimilitaristische visie; hij bekritiseerde meermaals de uitgaven voor het leger en toonde zich kritisch tegenover de invoering van de dienstplicht, al was hij het principe van een gewapende natie ter bescherming van buitenlandse dreigingen niet ongenegen en streefde hij niet naar een totale afschaffing van het leger. Een ander thema dat hem beroerde was het onderwijs, waarbij hij, zoals de socialistische partijlijn voorschreef, het officieel onderwijs verdedigde en een pleitbezorger was voor de subsidiëring van het onderwijs door de staat. Daarnaast bleef hij strijden voor de invoering van het algemeen enkelvoudig stemrecht, dat volgens hem essentieel was voor de democratisering van het politiek leven, en kaartte hij verschillende keren de arbeidsvoorwaarden van spoorwegpersoneel, bedienden in de financiële sector, onderwijzers en arbeiders in de privésector aan. 

### Gemeentepolitiek
In 1899 werd Delporte verkozen tot gemeenteraadslid van Sint-Gillis. Na het overlijden van Gustave Defnet werd hij er in januari 1904 schepen van Openbare Werken, wat hij bleef tot aan zijn dood. In die hoedanigheid liet Delporte een nieuw stadhuis bouwen. Tijdens de Eerste Wereldoorlog leidde hij in Sint-Gillis de lokale afdeling van het Nationaal Hulp- en Voedingskomiteit, alsook verschillende verenigingen die hulp boden aan de noodlijdende bevolking. Daarnaast stelde hij alles in het werk om lokale werklozen te hulp te schieten en weigerde hij aan de Duitse bezetter lijsten te bezorgen van werklozen die in aanmerking kwamen voor verplichte tewerkstelling.
Bijna een jaar na het einde van de oorlog, in oktober 1919, overleed Delporte op 63-jarige leeftijd aan een interne bloeding. Nadat hij een burgerlijke uitvaart had gekregen, werd hij bijgezet op de gemeentelijke begraafplaats van Sint-Gillis. Om zijn nagedachtenis te eren werd de Place de la Prison in Sint-Gillis omgedoopt tot Place Antoine Delporte.